# チームSII 8th Stage「第48區」
チームSII 8th Stage「第48區」とは、SNH48チームSIIの8th公演である。

## 公演内容

### 曲目
本編
1. overture
（作曲・編曲：尾澤拓実、歌：TAZ）
全SNH48公演共通である。
2. 第48區
（第48区、作詞：天樂、作曲：都智文、編曲：都智文）
3. 繭を破る
（破茧、作詞：謝夢瓊、作曲：姜帆、編曲：姜帆）
4. Mute
（Mute、作詞：謝夢瓊、作曲：姜帆、編曲：姜帆）
5. Drop It
（Drop It 、作詞：周富堅、作曲：周富堅、編曲：周富堅）
6. Go Away
（Go Away、作詞：李偉傑、作曲：張宴菁、編曲：張宴菁）
7. Good Time
（Good Time、作詞：謝夢瓊、作曲：鴨毛、編曲：鴨毛）
8. 愛がまだ明けない
（爱未央、作詞：傅錦川、作曲：張宴菁、編曲：張宴菁）
9. 魂の使者
（灵魂使者、作詞：鴨毛、作曲：鴨毛、編曲：鴨毛）
10. Mad World
（Mad World、作詞：天樂、作曲：都智文、編曲：都智文）
11. 寒い夜
（寒夜、作詞：謝夢瓊、作曲：姜帆、編曲：謝維）
12. 幻
（幻、作詞：林霞、作曲：姜帆、編曲：謝維）
13. 冒険の楽園
（冒险乐园、作詞：謝夢瓊、作曲：鴨毛、編曲：生命樹＿小王子）
14. 廃墟紀元
（废墟纪元、作詞：傅錦川、作曲：張宴菁、編曲：彼得潘/許晋嘉）

アンコール
1. 戦歌
（战歌、作詞：謝夢瓊、作曲：鴨毛、編曲：郭偉聰）
2. 私の存在は
（我的存在、作詞：謝夢瓊、作曲：鴨毛、編曲：鴨毛）
3. 果てしない世界
（无尽的世界、作詞：謝夢瓊/鴨毛、作曲：鴨毛、編曲：郭偉聰）

## SNH48 チームSII 8th Stage「第48區」公演
公演期間
2017年6月30日 -
出演メンバー
許佳琪・錢蓓婷・呉哲晗・袁丹妮・孔肖吟・徐晨辰・陳觀慧・陳思・袁丹妮・袁雨楨・莫寒・蔣芸・徐子軒・李宇琪・戴萌・張宇格・孫芮・サポートメンバー

ユニット曲担当
- Go Away（孔肖吟、陳思、孫芮）
- Good Time（陳觀慧、袁雨楨、錢蓓婷、袁丹妮）
- 愛がまだ明けない（戴萌、許佳琪）
- 魂の使者（張宇格、呉哲晗、徐子軒、蔣芸）
- Mad World（徐晨辰、李宇琪）
- 寒い夜（莫寒）